# Collin Veijer
Collin Veijer (Staphorst, 19 februari 2005) is een Nederlands motorcoureur. Hij neemt deel aan de Moto2-klasse van het wereldkampioenschap wegrace voor het team Red Bull KTM Ajo.

## Begin carrière
Veijer begon zijn carrière in het wereldkampioenschap wegrace in 2023, in het Liqui Moly Husqvarna Intact GP team van Peter Öttl. Direct in zijn 1e race behaalde hij een 12e positie, genoeg voor 4 punten. Gedurende het seizoen versterkte Veijer zich en werkte hij zich verder naar voren in het veld. 
Veijer behaalde in de Grand Prix van Thailand 2023 zijn eerste podiumplaats in de Moto3, nadat hij in de laatste bocht Jaume Masiá passeerde. 
In de daaropvolgende race in Maleisië won hij zijn eerste Grand Prix, waarmee hij de eerste Nederlander sinds Hans Spaan in de Grand Prix van Tsjecho-Slowakije 1990 werd die dit presteerde. Hij eindigde als 7e in het kampioenschap met 149 punten.

## 2024
Veijer bleef in het seizoen van 2024 rijder van het Liqui Moly Husqvarna Intact GP team. Hij kende een sterk seizoen met 1 overwinning in Jerez en meerdere podiumplaatsen gedurende de rest van het seizoen. Uiteindelijk eindigde Veijer als 3e in het kampioenschap met 242 punten. Mede dankzij deze prestaties verdiende hij in 2025 een overstap naar de Moto2.

## 2025
In het seizoen van 2025 maakte Veijer de overstap naar het Red Bull KTM Ajo team in de Moto2 onder leiding van Aki Ajo. In de 3e race van het seizoen in de Grand Prix van Amerika behaalde hij zijn eerste punten van het seizoen met een top 10 klassering.

## Statistieken

### Grand Prix

#### Per seizoen
| Seizoen | Klasse | Motor     | Team                           | Races | Winst | Podiums | Poles | SR | Ptn | Pos |
| ------- | ------ | --------- | ------------------------------ | ----- | ----- | ------- | ----- | -- | --- | --- |
| 2023    | Moto3  | Husqvarna | Liqui Moly Husqvarna Intact GP | 19    | 1     | 2       | 2     | 1  | 149 | 7e  |
| 2024    | Moto3  | Husqvarna | Liqui Moly Husqvarna Intact GP | 20    | 1     | 9       | 1     | 2  | 242 | 3e  |
| 2025*   | Moto2  | Kalex     | Red Bull KTM Ajo               | 11    | 0     | 0       | 0     | 0  | 21  | 19e |
| Totaal  | Totaal | Totaal    | Totaal                         | 50    | 2     | 11      | 3     | 3  | 412 |     |

#### Per klasse
| Klasse | Seizoenen  | 1e GP         | 1e podium     | 1e winst      | Races | Winst | Podiums | Poles | SR | Ptn | Kampioen |
| ------ | ---------- | ------------- | ------------- | ------------- | ----- | ----- | ------- | ----- | -- | --- | -------- |
| Moto3  | 2023-2024  | Portugal 2023 | Thailand 2023 | Maleisië 2023 | 39    | 2     | 11      | 3     | 3  | 391 | 0        |
| Moto2  | 2025-heden | Thailand 2025 |               |               | 11    | 0     | 0       | 0     | 0  | 21  | 0        |
| Totaal | 2023-heden | 2023-heden    | 2023-heden    | 2023-heden    | 50    | 2     | 11      | 3     | 3  | 412 | 0        |

#### Races per jaar
(vetgedrukt betekent pole positie; cursief betekent snelste ronde)
| Jaar | Klasse | Motor     | 1      | 2      | 3       | 4      | 5      | 6       | 7       | 8     | 9       | 10     | 11      | 12     | 13      | 14     | 15      | 16    | 17     | 18    | 19     | 20     | 21  | 22  | Pos | Ptn |
| ---- | ------ | --------- | ------ | ------ | ------- | ------ | ------ | ------- | ------- | ----- | ------- | ------ | ------- | ------ | ------- | ------ | ------- | ----- | ------ | ----- | ------ | ------ | --- | --- | --- | --- |
| 2023 | Moto3  | Husqvarna | POR 12 | ARG 22 | AME 13  | SPA 23 | FRA 15 | ITA 6   | DUI DNF | NED 7 | GBR 9   | OOS 4  | CAT DNS | SMR 5  | IND DNF | JPN 11 | INA 4   | AUS 4 | THA 3  | MAL 1 | QAT 10 | VAL 4  |     |     | 7   | 149 |
| 2024 | Moto3  | Husqvarna | QAT 5  | POR 6  | AME DNF | SPA 1  | FRA 3  | CAT 4   | ITA 2   | NED 2 | DUI DNF | GBR 3  | OOS 5   | ARA 2  | SMR 5   | EMI 3  | INA DNF | JPN 2 | AUS 18 | THA 3 | MAL 5  | SOL 10 |     |     | 3   | 242 |
| 2025 | Moto2  | Kalex     | THA 20 | ARG 24 | AME 10  | QAT 13 | SPA 14 | FRA DNF | GBR     | ARA   | ITA 20  | NED 14 | DUI 16  | TSJ 16 | OOS 8   | HON    | CAT     | SMR   | JPN    | INA   | AUS    | MAL    | POR | VAL | 19* | 21* |

* Seizoen nog bezig.